# Forcipomyia okadai
Forcipomyia okadai är en tvåvingeart som först beskrevs av Tokunaga 1939.  Forcipomyia okadai ingår i släktet Forcipomyia och familjen svidknott. Inga underarter finns listade i Catalogue of Life.